# Денвер Дайнамос
«Денвер Дайнамос» (англ. Denver Dynamos) — колишній американський футбольний клуб з міста Денвер, Колорадо, заснований 1974 року та розформований у 1975 році. Виступав у Північноамериканській футбольній лізі. Домашні матчі приймав на стадіоні «Майл Хай Стедіум», потужністю 75 000 глядачів.